# We Found It
We Found It är ett studioalbum av Porter Wagoner och Dolly Parton, släppt i februari 1973. Albumet var ett av deras listmässigt lägre placerade album, och det nådde som högst placeringen # 20 på USA:s countryalbumlistor, medan titelsingeln nådde placeringen # 30 på countrysingellistorna.

## Låtlista
1. "Love City"
2. "Between Us"
3. "We Found It"
4. "Satan's River"
5. "I've Been Married Just As Long As You Have"
6. "I am Always Waiting"
7. "Sweet Rachel Ann"
8. "That's When Love Will Mean The Most"
9. "Love Have Mercy On Us"
10. "How Close They Must Be"